# Università Hyperion
L'Università Hyperion è un'università privata con sede a Bucarest.

## Storia
Sorse nel 1990 unitamente alla Fondazione universitaria Hyperion, come associazione culturale scientifica, non-governativa, apolitica, non-profit.

## Struttura
L'università è organizzata nelle seguenti facoltà:
- Arte
- Diritto
- Filologia
- Fisiologia
- Giornalismo
- Informatica
- Matematica
- Psicologia e scienze dell'educazione
- Scienze economiche
- Scienze ingegneristiche
- Scienze sociali, scienze politiche e relazioni internazionali
- Storia e geografia